# Berekböszörmény
Berekböszörmény là một thị trấn thuộc hạt Hajdú-Bihar, Hungary. Thị trấn này có diện tích 42,84 km², dân số năm 2010 là 1707 người, mật độ 40 người/km².